# Promachus fusiformis
Promachus fusiformis är en tvåvingeart som först beskrevs av Walker 1856.  Promachus fusiformis ingår i släktet Promachus och familjen rovflugor. Inga underarter finns listade i Catalogue of Life.